# IC 1145
IC 1145 ist eine Spiralgalaxie vom Hubble-Typ Sbc im Sternbild Kleiner Bär, die schätzungsweise 346 Millionen Lichtjahre von der Milchstraße entfernt ist.
Das Objekt wurde am 13. Juli 1887 von Edward D. Swift entdeckt.